# The New Grove Dictionary of Opera
The New Grove Dictionary of Opera est un dictionnaire encyclopédique sur l'opéra, considéré comme une des meilleures références sur le sujet. C'est l'ouvrage le plus complet sur l'opéra en langue anglaise. Dans sa version imprimée, l'ouvrage comporte 5 448 pages réparties en quatre volumes.
D'abord publiée pour la première fois en 1992 par Macmillan Reference, Londres, l'encyclopédie est éditée par Stanley Sadie avec les contributions de plus de 1 300 musicologues. Elle comporte 11 000 articles au total, concernant plus de 2 900 compositeurs et 1 800 opéras. Des appendices contiennent un index des rôles et un index des incipits des arias, ensembles, et morceaux d'opéra.
Le dictionnaire est consultable en ligne, de même que le The New Grove Dictionary of Music and Musicians.